# 白陞
白陞（1938年—），男，山西宁武人，中华人民共和国政治人物，曾任中共山西省纪委副书记，山西省人大常委会副主任。